# Dalbergia clarkei
Dalbergia clarkei är en ärtväxtart som beskrevs av Krishnamurthy Thothathri. Dalbergia clarkei ingår i släktet Dalbergia, och familjen ärtväxter. Inga underarter finns listade i Catalogue of Life.